# Ревизор (комедија)
Ревизор је сатирична комедија руског романописца и драматурга Николаја Васиљевича Гогоља. Прво издање је објављено 1836, док је друго, преправљено, издање објављено 1842. године. Гогољ је ово дело написао надахнут анегдотом коју му је препричао пријатељ Александар Сергејевич Пушкин.
Резизор је једно од најзначајнијих дела светског реализма. У њему се исмевају друштвено стање и људскa нарав. Тема је узета из друштвене стварности Руске Империје у првој половини 19. века. Драма је двадесет година касније послужила као инспирација српском писцу Браниславу Нушићу за комедију Сумњиво лице.

## Позадина и инспирација
Почетком своје каријере, Николај Васиљевич Гогољ је био познат по својим кратким причама, захваљујући којима је зарадио поштовање других руских књижевника, поготово Александра Сергејевича Пушкина. Након што је стекао своју репутацију, Гогољ је почео да ради на позоришним представама. Његов први покушај да напише сатиричну драму о царској бирократији 1832. није успео, јер је Гогољ страховао да би дело могло бити забрањено или цензурисано. 1835. је добио инспирацију за ново дело од Пушкина. Гогољ је 1835. Пушкину написао: 
| „ | Учини ми услугу; пошаљи ми неку тему, комичну ли не, али аутентичну руску анегдоту. Моја рука жели да напише комедију... Дај ми тему и ја ћу склепати комедију у пет чинова — обећавам, смешнију од пакла. За име Божје, уради то. Мој ум и мој стомак гладују. | ” |

Пушкин је имао спремну причу о човеку за кога се грешком умислило да је ревизор из 1833. Његове белешке су биле сличне ономе што ће једнога дана постати базични елементи за Ревизора: 
| „ | Криспин долази у провинцију... на вашар. Градоначелник је поштена будала — градоначелникова жена флертује са њим — Криспин заводи његову кћерку. | ” |

## Теме
Књижевна критика је Гогољу пребацивала да у својој комедији није створио ниједну позитивну личност. После првих премијера које су изазвале велике спорове, дискусије и сукобе, Гогољ је рекао да је створио једну ретку позитивну личност — смех. Гогољ је сматрао да би књижевност требало да прикаже реалност сурову каква јесте и да би таква реалност морала да се мења. Пишући свој роман Мртве душе, Гогољ је записао: 
| „ | Зато што је већ време, најзад, да се дозволи позитивној личности да предахне; зато што смо претворили у теглеће кљусе позитивног човека и што нема писца који није јахао на њему, терајући га и бичем и свачим што му падне под руку; зато што су измучили позитивну личност до те мере да сада на њој нема ни сенке од врлине, него су остале само кост и кожа уместо тела; зато што лицемерно дозивају позитивну личност; зато што не поштују ту позитивну личност. Не, време је најзад да се упрегне и подлац. Дакле, прежемо подлаца! | ” |

Због оштрог Гогољевог приказа руског друштва, цензор је најпре одбио дело 1835, али је након апела самог цара Николаја I дао дозволу да се стави на позоришни репертоар. Али, успех овог дела толико је продрмао бирократију у Русији, те је константи притисак путем новина приморао Гогоља да се пресели у Рим. Ревизор показује све друштвене пороке, социјална зла, дволичност и друге друштвене проблеме. Сви ликови приказани у комедији, сем Хлестакова, приказани су као наивни, склони додворавању, неспособни и несналажљиви. Гогољ је одлично приказао све проблеме друштва Руске Империје 19. века, исмевајући друштвено стање и људску нарав. Он је рекао: 
| „ | У Ревизору ја сам одлучио да на једном месту скупим све оно што је у Русији ружно, а што сам ја тада знао, све неправде које се чине на оним местима и оним случајевима где се праведност тражи од човека више од свега, и хтео сам да све исмејем у један мах. | ” |

## Радња
Ревизор се састоји из пет чинова. Радња се одиграва у провинцијској средини и приказује све слојеве друштвеног апарата, судство, здравство и образовање. Градоначелник Антон Антонович позива све главне људе у граду да им саопшти изненадну и непријатну вест — у град долази ревизор из Петрограда. Из његових речи се сазнаје да у болници влада прљавштина, болесници личе на коваче, нема болесничких листа и дијагноза, све заудара на купус, пуши се дуван. У суду је општи неред; судија, велики љубитељ лова, узима ловачке псе за мито, а градоначелник све што му падне шака, било да је то скупоцена бунда, шал или било шта друго. Градске спахије Допчински и Бопчински доносе вест да је ревизор одсео у градској гостионици, да му је име Иван Александрович Хлестаков и да је ту већ две недеље. Настаје општи метеж, јер су сви у страху да је ревизор за те две недеље приметио многе ствари које му се нису допале. Одлучују да сви оду у гостионицу и потраже га.
У другом чину, место дешавања је гостионица, односно соба у којој су одсели Хлестаков и његов слуга Осип. Из Осиповог монолога сазнајемо да је већ други месец како је Хлестаков кренуо из Петрограда, али никако да стигне у Саратов где му живе родитељи. Хлестаков је у претходном месту изгубио сав новац коцкајући се и у овом граду не може ништа да плати, те му гостионичар прети да ће га пријавити властима и отерати га затвор. Управо тада долази градоначелник са својом свитом, и настаје комична ситуација која се гради на неспоразуму и узајамном страху. Хлестаков је убеђен да је градоначелник дошао да га ухапси, а градоначелник да је „ревизор“ незадовољан ситуацијом коју је затекао.
Градоначелникова жена Ана Андрејевна и кћерка Марија Антоновна такође су узбуђене јурњавом која је настала у граду. Допчински им јавља да ће у њихову кућу на конак доћи „ревизор“ и да она, Ана Андрејевна, све добро припреми. Градоначелник доводи угледног госта у кућу, и ту до изражаја долази провинцијски дух његове супруге и кћерке. Оне су обе фасциниране присуством и причама Хлестакова о петроградском животу и отменом градском друштву. Хлестаков, у причању, губи границу између истинитог и измишљеног. Градоначелник и сви око њега дрхте од страха и дивљења слушајући све те приче, а Хлестаков се све боље и више упушта у своју улогу. Хлестаков схвата колико су малограђани спремни да оцрне све око себе како би се издигли у односу на остале и шта су све спремни да ураде да би очували свој положај у друштву. Прво му долази Љапкин–Тјапкин, судија. Као и сви, и судија је заплашен ревизором. Судија оговара сваког од ближњих како би себе приказао у што бољем светлу, а Хлестаков му обећава да ће му помоћи уколико му он позајми свој новац. За судијом му долазе и друге важне личности у граду, трговци који се жале на градоначелника и жена једног подофицира, чијег је мужа градоначелник незаконито отерао у војску, а њу ишибао. Хлестаков свима обећава да ће им помоћи, ако му заузврат позајме одређену своту новца.
Хлестаков се наизменично удвара градоначелниковој жени и кћерки, да би се на крају стекао утисак да он проси Марију Антоновну. Ана Андрејевна не мари за женидбу кћерке и Хлестакова; она сматра да Хлестаков њој удељује комплименте, којима она храни своју сујету. Хлестаков пише писмо свом пријатељу, новинару, у Петроград, чији ће се садржај открити у петом чину. Одлази, уз изговор да ће се убрзо вратити, а градоначелникова породица остаје пресрећна јер се ствари за њих одигравају на такав невероватан начин.
Пети чин доноси разрешење радње. На почетку чина је дата слика малограђанске породичне среће. Градоначелник у удаји своје кћери види шансу за напредак у каријери, а верујући да ће му зет обезбедити високи положај у престоничком друштву, изриче претње и освету свима који су се жалили на њега. Сви ликови — судија, школски надзорник, управник болнице, трговци и полицајци са својим супругама, малограђанкама — долазе да му честитају, а онда следи шок за све њих. Долази управник поште са Хлестаковљевим писмом, који они наглас читају. У њему Хлестаков исмева сваког од њих понаособ, а такође открива да он није никакав ревизор, већ случајни пролазник и преварант. Док се сви чуде бруком коју је ово писмо изазвало, стиже вест да је прави ревизор дошао у место.
Вест која је пристигла скамени целу групу. Све се претвара у нему цену, у којој нема ни покрета ни речи. Тако су на крају драме ликови у истом положају као и на почетку представе, као да се епизода са Хлестаковим никада није ни догодила.

## Ликови
- Антон Антонович Сквозник–Дмухановски је градоначелник места. Према Гогољевој „напомени господи глумцима“, он је човек који је остарио у државној служби и, на свој начин, промоћуран. Прави се да је честит, иако је подмитљивац.[9]
- Ана Андрејевна, његова жена, провинцијска кокета, делимично васпитана на романима. Врло је љубопитљива и често испољава таштину.
- Марија Антоновна, градоначелникова кћерка, коју мајка васпита по себи.
- Иван Александрович Хлестаков је чиновник из Петрограда, младић од двадесет и три године. Гогољ га описује као „витког, сувоњавог; приглупог и, штоно веле, мало удареног“.[9] Људи из вароши умишљају да је он ревизор.
- Осип, Хлестаковљев слуга; мудрица је и воли да самом себи држи придике на рачун свога господара.
- Лука Лукич Хлопов, школски надзорник. Хлестаков у писму наводи да „школски надзорник смрди на црни лук“.[10] Његова жена слична је Ани Андрејевној.
- Амос Фјодорович Љапкин–Тјапкин је обласни судија. Гогољ наводи да је он „прочитао пет–шест књига и стога је помало слободоуман“.[9] Велики је љубитељ досетки и придаје важност свакој својој речи.
- Артемиј Филипович Земљаника је управник болнице, „препредењак и лупеж“.[9]
- Иван Кузмич Шпекин, управник поште који чита туђа писма.[10]
- Пјотр Иванович Бопчински и Пјотр Иванович Допчински, градске спахије. Допчински је мало озбиљнији од Бопчинског, али је Бопчински наметљивији и живљи од Допчинског.
- Христијан Иванович Хибнер, срески лекар који не разуме ни реч руског језика.[11]
- Фјодор Андрејевич Љуљуков, Иван Лазаревич Растаковски и Степан Иванович Коропкин, пензионисани чиновници, врло угледни у граду.
- Степан Иљич Уховјортов, полицијски писар.
- Свистунов, Пуговицин и Держиморда, полицајци.
- Абдулин, трговац.
- Февроња Петровна Пошљопкина, браварева жена, који је градоначелник наредио да ишибају.[11]
- Мишка, градоначелников слуга.
- Подофицирова жена, кафански момак, гости и гошће, трговци, грађани и молиоци као појаве.